# I Want You Back! Unreleased Masters
I Want You Back! Unreleased Masters – kompilacja The Jackson 5 wydana w 2009 roku (zob. 2009 w muzyce) przez Motown. Zawiera wcześniej niepublikowane utwory oraz alternatywne wersje największych przebojów. Płyta została wydana z okazji 40 rocznicy wydania singla I Want You Back.

## Lista utworów
1. "Medley: I Want You Back/ABC/The Love You Save" (The Corporation) - 3:07
2. "That's How Love Is" (The Corporation) - 2:36
3. "Listen I'll Tell You How " (Bobby Taylor) - 3:00
4. "Man's Temptation" (Curtis Mayfield) - 5:40
5. "Never Can Say Goodbye (Alternate version)" (Clifton Davis) - 2:48
6. "Love Comes In Different Flavors"(The Corporation) - 3:16
7. "ABC (Alternate Version)" (The Corporation) - 3:28
8. "Love Call" (Willie Hutch) - 2:26
9. "Buttercup" (Stevie Wonder) - 3:54
10. "Lucky Day" (Hal Davis) - 2:43
11. "I'll Try You'll Try (Maybe We'll All Get By)" (Johnny Bristol) - 4:58
12. "Dancing Machine (Alternate Version) " (Hal Davis / Don Fletcher / Weldon Dean Parks) - 4:26